# 比内町扇田
比内町扇田（ひないまちおうぎた）は、秋田県大館市の大字。2017年8月末現在の人口は4,129人。郵便番号018-5701。本項では同地域にかつて存在した北秋田郡扇田村（おうぎだむら）、扇田町（おうぎだまち）についても記す。

## 地理
大館市中部、米代川左岸、旧・比内町の中心部にあたる。東で道目木、西で二井田、南で比内町達子・比内町新館・比内町味噌内、北で山館・中山・曲田と隣接する。区域内を横断する花輪線に扇田駅が所在するほか、国道285号が縦断、秋田県道52号比内田代線が花輪線に平行して西に分岐する。

### 山岳
- 達子森

### 河川
- 米代川
- 犀川

## 歴史

### 沿革
- 1868年（慶応4年）8月11日 (旧暦) - 十二所の戦い（戊辰戦争）で、盛岡藩（南部軍）に村を占領され、20日には村のほとんどを焼き尽くされる。
- 1889年（明治22年）4月1日 - 町村制の施行により、近世以来の扇田村が単独で自治体を形成。
- 1896年（明治29年）6月15日 - 扇田村が町制施行して扇田町となる。
- 1907年（明治40年）11月24日 - 公立扇田病院が開院する。
- 1914年（大正3年）7月1日 - 秋田鉄道[4]の大館駅 - 扇田駅間が開業する。
- 1915年（大正4年）1月19日 - 秋田鉄道の扇田駅 - 大滝温泉駅間が延伸開業し、南扇田停留場[5]が開業する。
- 1917年（大正6年）4月15日 - 東館村との境界変更[6]。
- 1955年（昭和30年）3月31日 - 大葛村・東館村・西館村と合併して比内町が発足。同日扇田町廃止。
- 2005年（平成17年）6月20日 - 比内町が大館市に編入。

## 交通

### 鉄道路線
- 東日本旅客鉄道
  - 花輪線（十和田八幡平四季彩ライン）
    - 扇田駅

### 道路
1953年から1983年（昭和58年）までは町内の中心部を国道103号が通っていた。
- 国道285号（1982年開通）
- 秋田県道52号比内田代線（一部旧国道103号）
- 秋田県道135号扇田停車場線
- 鹿角街道（一部旧国道103号および秋田県道52号比内田代線のほぼ全線）

## 施設
- 大館市役所比内支所
- 大館市立比内図書館
- 比内郵便局
- 大館市立扇田小学校
- 大館市立扇田病院
- 扇田幼稚園

## 出身人物
- 明石康（元国際連合事務次長）
- 梅村大 (政治家)
- 麓幸子 (元日経ウーマン編集長)